# (6154) Стивсиннот
(6154) Стивсиннот (англ. Stevesynnott) — астероид главного пояса, открытый Генри Хольтом 22 августа 1990 года на базе Паломарской обсерватории. Назван в честь американского астронома Стивена Синнота.
Параметр Тиссерана по отношению к Юпитеру — 3,488.